# David Abraham
David Ángel Abraham (Chabás, 16 luglio 1986) è un ex calciatore argentino, di ruolo difensore.

## Palmarès

### Club

#### Competizioni nazionali
- Campionato svizzero: 3

Basilea: 2009-2010, 2010-2011, 2011-2012
- Coppa Svizzera: 2

Basilea: 2009-2010, 2011-2012
- Coppa di Germania: 1

Eintracht Francoforte: 2017-2018

### Nazionale
- Campionato mondiale Under-20: 1

Olanda 2005